# Вашков, Василий Игнатьевич
Василий Игнатьевич Вашков (1902—1976) — советский учёный и педагог эпидемиолог и дезинфекционист, доктор медицинских наук (1945), профессор (1947). Директор Института бактериологии, эпидемиологии и инфекционных болезней АМН СССР (1938—1944) и ВНИИ дезинфекции и стерилизации (1944—1976).

## Биография
Родился 24 апреля 1902 года в Витебской губернии в крестьянской семье.
С 1916 по 1919 год работал и одновременно обучался в Московских вечерних общеобразовательных курсах по подготовке педагогов для начальной школы. С 1919 по 1922 год на педагогической работе в начальных учебных заведениях Белорусской ССР. С 1922 по 1924 год проходил обучение в Витебской губернской партийной школе, после окончания которой с 1924 по 1925 год на партийной работе в должности секретаря районного комитета партии.
С 1927 по 1931 год обучался в Первом Московском медицинском институте. С 1931 по 1932 год обучался в аспирантуре кафедры биохимии этого института.
С 1932 по 1936 год на практической работе в Магнитогорском институте социалистического здравоохранения в должностях заместителя директора и директором этого института, одновременно являлся главным врачом Магнитогорской санитарно-эпидемической станции.
С 1936 по 1938 год на научной работе во Всесоюзном институте экспериментальной медицины в должности научного сотрудника, одновременно с 1937 года являлся — заместителем главного государственного инспектора Народного комиссариата здравоохранения СССР. С 1938 по 1944 год — директор Института бактериологии, эпидемиологии и инфекционных болезней АМН СССР. С 1944 по 1976 год — директор ВНИИ дезинфекции и стерилизации и одновременно с 1952 по 1954 год являлся — заместителем министра и главным государственным санитарным инспектором Министерства здравоохранения РСФСР, с 1962 по 1966 год — главным эпидемиологом Министерства здравоохранения СССР.

### Научно-педагогическая деятельность
Основная научно-педагогическая деятельность В. И. Вашкова была связана с вопросами в области эпидемиологии и дезинфекции. В. И. Вашков являлся членом Президиума Всесоюзного общества микробиологов и эпидемиологов, членом редакционной коллегии научного медицинского журнала «Микробиология, эпидемиология и иммунология».
В 1940 году защитил диссертацию на соискание учёной степени кандидат медицинских наук, в 1945 году защитил диссертацию на соискание учёной степени доктор медицинских наук, в 1947 году ему было присвоено учёное звание профессор. Под руководством В. И. Вашкова было написано около трёхсот научных трудов, в том числе более двадцати пяти монографий, он подготовил шестьдесят кандидатов и четыре доктора наук. В. И. Вашков был ответственным редактором редакционного отдела «Эпидемиология, инфекционные и паразитарные болезни» третьего издания Большой медицинской энциклопедией.
Скончался 24 ноября 1976 года в Москве.

## Награды
- Орден Трудового Красного Знамени
- Орден «Знак Почёта»